# Старый балластный карьер
Старый балластный карьер — упраздненный в 1995 году посёлок в Нязепетровском районе Челябинской области России.
На момент упразднения был в административном подчинении города Нязепетровска.

## География
Находился на правом берегу реки Уфа, к югу от Нязепетровска, недалеко от ныне упразднённого посёлка Серный Ключ. 

## История
Был упразднён и исключён из учётных данных в 1995 году. 

## Население
Согласно справочнику административно-территориального деления Челябинской области на 1970 год в посёлке проживало 10 человек. 
Согласно топографической карте 1992 года население посёлка составляло приблизительно 10 человек. 